# 출구조사
출구조사(出口調査, election exit poll)란 투표를 마치고 나오는 유권자들을 대상으로 투표 내용을 면접조사하는 여론조사 방법이다.
투표시간 종료 후 바로 결과가 공표되므로 선거결과를 가장 빠르게 예측할 수 있다. 정확도를 높이기 위해 전화 여론조사를 병행하기도 하며 선거 종류에 따라 조사대상 투표소를 선정한 다음 일정 간격으로 투표자를 면접조사함으로써 투표자 분포 및 정당별·후보자별 지지율 등을 조사하게 된다. 대한민국 역대 출구조사 정확도는 대선의 경우 득표율의 차이는 있지만, 당선자와 득표 순위는 한번도 틀린 적이 없다.
대한민국의 경우, 출구조사는 투표소로부터 50m 이내의 거리에서는 할 수 없다.

KBS, MBC, SBS 출구조사